# 扎盧扎尼 (阿赫特爾卡區)
50°21′19″N 34°53′19″E / 50.35528°N 34.88861°E
扎盧扎尼（烏克蘭語：Залужани）是位於烏克蘭東北部的村莊，由蘇梅州奥赫特尔卡区的奧赫特爾卡市鎮負責管轄。該村處於沃爾斯克拉河左岸，分別距離阿赫特爾卡1.5公里和科賈廷2公里，海拔高度111米，2001年人口28。